# Holiday (chanson de Mad'House)
Pour les articles homonymes, voir Holiday.
Singles de Mad'House
Like a Prayer
(2002) Like a Virgin
(2002)
Pistes de Absolutely Mad
Like a Prayer
(2)
Holiday est une chanson du groupe de house français Mad'House sortie le 3 juin 2002 sous le label Universal. La chanson est interprétée par la chanteuse hollandaise d'origine turque Buse Ünlü. 2e single extrait de leur premier album studio Absolutely Mad (2002), la chanson est une reprise de la chanson de Madonna : Holiday. Cette version est produite par Koen Groeneveld, Addy van der Zwan, Jan Voermans, Nico Verrips. La chanson a rencontré un grand succès en Europe, se classant 10e en France et dans le top 20 en Suisse, en Autriche, aux Pays-Bas, dans les deux parties de la Belgique.

## Liste des pistes
CD-Maxi Kontor
1. Holiday (Radio Mix) - 3:35
2. Holiday (Extended Mix) - 4:49
3. Holiday (Perc-A-Pella) - 3:35
4. C'est la vie - 7:56

## Classement par pays
| Classement (2002)                      | Meilleure position |
| -------------------------------------- | ------------------ |
| Suisse (Schweizer Hitparade)           | 18                 |
| Autriche (Ö3 Austria Top 40)           | 19                 |
| France (SNEP)                          | 10                 |
| Pays-Bas (Nederlandse Top 40)          | 17                 |
| Belgique (Flandre Ultratop 50 Singles) | 15                 |
| Suède (Sverigetopplistan)              | 53                 |